# Doom Eternal
Doom Eternal (estilizado como DooM Eternal ou DOOM Eternal) é um jogo eletrônico de tiro em primeira pessoa desenvolvido pela id Software e publicado pela Bethesda Softworks. Foi lançado em 20 de março de 2020 para Google Stadia, Microsoft Windows, PlayStation 4 e Xbox One e em 08 de dezembro de 2020 para Nintendo Switch. e com versões para PlayStation 5 e Xbox Series X/S lançadas em 29 de junho de 2021. É o quinto título principal da série Doom e a sequência de Doom (2016).

## Jogabilidade
Os jogadores mais uma vez assumem o papel de Doom Slayer, um antigo guerreiro que luta contra as forças demoníacas do inferno a partir de uma perspectiva em primeira pessoa. O jogo continua a ênfase do seu predecessor no combate "push-forward", encorajando o jogador a atacar inimigos agressivamente para adquirir saúde e munição. O jogador tem acesso a várias armas de fogo, como Combat Shotgun, Super Shotgun , Heavy Cannon, Rocket Launcher, Plasma Rifle e Ballista.  Armas brancas, como uma motosserra, espada energética "Crucible Blade" e uma lâmina de braço retrátil também podem ser usadas.  A lâmina do braço oferece a oportunidade para uma variedade maior de execuções rápidas e violentas.  A Super Shotgun agora é equipada com um "Meat Hook", que ataca o jogador em direção a um inimigo, funcionando como um gancho em ambos os cenários de combate e navegação ambiental. Armamentos incluindo mísseis, lançadores de granadas e lança - chamas também podem ser anexados à armadura do Exterminador do Destino.  Também serão introduzidas novas mecânicas de movimento, como a escalada na parede e os movimentos do painel.
O diretor criativo Hugo Martin afirmou que haverá o dobro de tipos de demônios do que no jogo anterior.  Existem novos tipos de inimigos, como o Marauder e Doom Hunter, enquanto outros, como Pain Elemental, Arachnotron e Archvile, serão reintroduzidos de jogos anteriores de Doom. Um novo sistema chamado "Destructible Demons" é caracterizado, no qual os corpos dos inimigos se tornam progressivamente destruídos e se deterioram em combate à medida que sofrem danos. 
O jogo conta com um modo multijogador assimétrico chamado "Invasão", no qual os jogadores podem se juntar a outras campanhas de um jogador, lutando contra eles como demônios. Este modo pode ser desativado por jogadores que desejam jogar o jogo solo. Além da "Invasão", o jogo apresenta outros modos multiplayer padrão.

## Enredo
As forças do Inferno começaram a invadir a Terra, e com a Union Aerospace Corporation luta para defendê-lo, o Slayer chega para repelir os demônios.

## Desenvolvimento
O jogo foi desenvolvido pela id Software com a versão do Nintendo Switch sendo desenvolvida pela Panic Button. Marty Stratton e Hugo Martin retornaram para servir como diretores do jogo. 
O jogo é o primeiro a ser desenvolvido com o motor id Tech 7, que apresenta dez vezes o detalhe geométrico e a fidelidade de textura do idTech 6. De acordo com Stratton, a equipe pretendia criar um "universo Doom", com locais maiores e mais variados, incluindo "Inferno na Terra", para os jogadores explorarem. Ao contrário de seu antecessor, a id Software está desenvolvendo o componente multijogador do jogo internamente, ao invés de ser terceirizado para o desenvolvedor multijogador do jogo anterior, Certain Affinity, com o objetivo de tornar a experiência mais "social" e "conectada" com a campanha para um jogador. A equipe decidiu remover o modo SnapMap e reatribuir seu recurso para desenvolver conteúdo para download de campanha pós-lançamento.
A editora Bethesda Softworks anunciou o jogo na E3 2018, com as primeiras imagens de gameplay sendo reveladas no QuakeCon 2018. As plataformas disponíveis para o jogo incluem Microsoft Windows, PlayStation 4, Nintendo Switch, Xbox One e para o serviço de streaming Google Stadia.

## Recepção
Doom Eternal recebeu críticas "geralmente favoráveis" de acordo com o agregador de resenhas Metacritic. Os críticos elogiaram a campanha, os gráficos, o level design, o combate, a trilha sonora e as melhorias apresentadas em comparação ao seu antecessor, enquanto alguns não gostaram do foco crescente do jogo em contar histórias.

### Vendas
Doom Eternal teve mais de 100 mil usuários simultâneos na Steam no dia de seu lançamento, mais do que o dobro de Doom (2016). O jogo dobrou a receita de final de semana de lançamento de Doom (2016). Doom Eternal estreou na segunda posição nas paradas do Reino Unido, atrás de Animal Crossing: New Horizons, embora as vendas físicas do jogo tenham sido 33% menores que seu antecessor, um provável efeito colateral dos procedimentos de distanciamento social implementados após a pandemia de coronavírus (2019-2020).
Na América do Norte, o jogo foi o sexto mais vendido de março de 2020, embora isso não inclua vendas digitais. A SuperData estimou que, em março de 2020, o jogo havia vendido 3 milhões de cópias digitais em todo o mundo, superando as 957.000 unidades de vendas do mês de lançamento de Doom (2016). Isso fez de Eternal o quarto jogo de console mais vendido em março de 2020.

### Prêmios e indicações
Doom Eternal foi indicado para "Jogo Mais Aguardado" no Golden Joystick Awards 2018. No Game Critics Awards 2019, o jogo venceu nas categorias de "Melhor Jogo de PC" e "Melhor Jogo de Ação".